# Tauche
Tauche (lågsorbiska: Tuchow) är en kommun och ort i östra Tyskland, belägen i Landkreis Oder-Spree i förbundslandet Brandenburg, omkring 70 km sydost om centrala Berlin.

## Geografi
Kommunen ligger i ett skogs- och sjörikt landskap omkring floden Spree i norra utkanten av Spreewald. Närmaste stad är Beeskow, 7 km öster om Tauches centrum.

### Administrativ indelning
Följande orter som alla var självständiga kommuner innan 2001 utgör kommundelar (Ortsteile) i kommunen:
- Briescht (lågsorbiska Brěšc) (2001)
- Falkenberg (Sokolnica) (2001)
- Giesensdorf (Gižojce) (2001)
- Görsdorf bei Beeskow (Górice) med Premsdorf (Pśemysłojce) (2001)
- Kossenblatt (Kósomłot) (2001)
- Lindenberg (2001)
- Mittweide (2001)
- Ranzig (Rańšyk) (2001)
- Stremmen (Tšumjeń) (2001)
- Tauche (Tuchow) (2001)
- Trebatsch (Žrobolce) (2001)
- Werder/Spree (Łucka) (2001)

## Kultur och sevärdheter

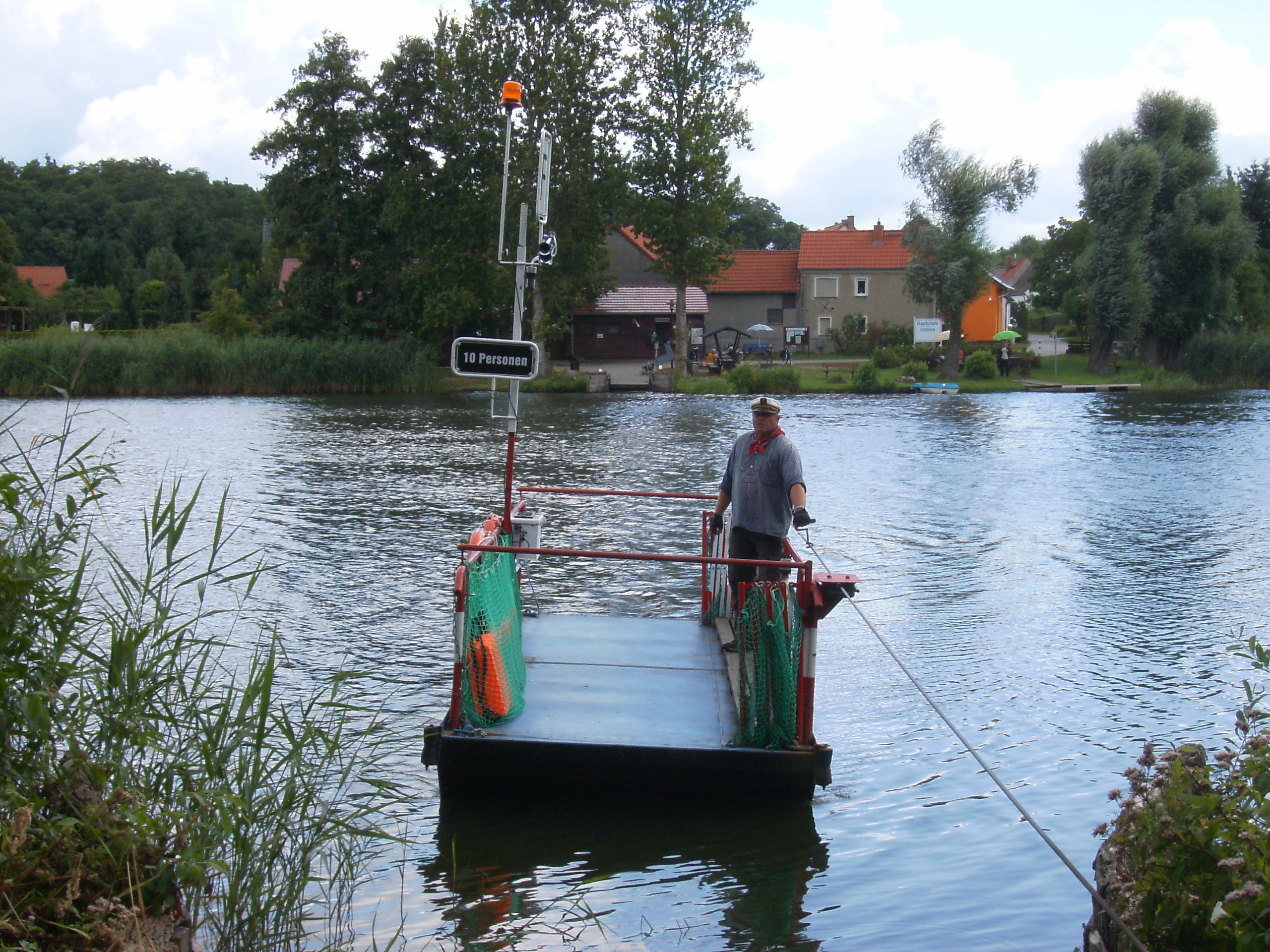
Leissnitz färja

Den preussiske upptäcktsresanden och naturforskaren Ludwig Leichhardt föddes 1813 vid orten Trebatsch i kommunen. Han försvann 1848 under en resa i Australiens inland. I födelseorten finns sedan 1988 ett museum ägnat åt hans resor och arbete, drivet av föreningen Gesellschaft Ludwig Leichhardt. e. V..
Mellan byarna Ranzig och Leissnitz finns en handdragen personfärja över floden Spree, den enda av sitt slag idag i Brandenburg.

## Kända invånare
- Ludwig Leichhardt (1813-1848), upptäcktsresande och naturforskare.
- Dietrich Lohff (född 1941), kompositör.